# Tengen 2022
Il Tengen 2022 è la quarantottesima edizione del torneo goistico giapponese Tengen, disputata dal 27 gennaio al 15 dicembre 2022. Nella finale, il detentore del titolo, Seki Kotaro, ha sconfitto per 3-2 lo sfidante Atsushi Ida, mantenendo il titolo per la seconda volta.

## Svolgimento

### Fase preliminare
La fase preliminare serve a determinare chi accede al torneo per la selezione dello sfidante. Consiste in una serie di tornei preliminari iniziali, i cui vincitori si qualificano al torneo per la determinazione dello sfidante.

## Determinazione dello sfidante
|  | Primo turno                | Primo turno |  |  | Secondo turno    | Secondo turno |                  |              | Quarti di finale | Quarti di finale |  |  | Semifinali | Semifinali |  |  | Finale | Finale |
|  |                            |             |  |  |                  |               |                  |              |                  |                  |  |  |            |            |  |  |        |        |
|  | Hon Akiyoshi 5d            | B+1,5       |  |  |                  |               |                  |              |                  |                  |  |  |            |            |  |  |        |        |
|  | Ogata Masaki 9d            |             |  |  | Hon Akiyoshi     | B+R           |                  |              |                  |                  |  |  |            |            |  |  |        |        |
|  | Imamura Toshiya 9d         | B+0,5       |  |  | Imamura Toshiya  |               |                  |              |                  |                  |  |  |            |            |  |  |        |        |
|  | Mutsuura Yuta 7d           |             |  |  |                  |               |                  | Hon Akiyoshi | N+R              |                  |  |  |            |            |  |  |        |        |
|  | Shida Tatsuya 8d           |             |  |  | Yuki Satoshi     |               |                  |              |                  |                  |  |  |            |            |  |  |        |        |
|  | Yuki Satoshi 9d            | N+0,5       |  |  | Yuki Satoshi     | N+R           |                  |              |                  |                  |  |  |            |            |  |  |        |        |
|  | Yamashita Keigo 9d         |             |  |  | Suzuki Shinji    |               |                  |              |                  |                  |  |  |            |            |  |  |        |        |
|  | Suzuki Shinji 7d           | N+2,5       |  |  |                  |               |                  | Hon Akiyoshi |                  |                  |  |  |            |            |  |  |        |        |
|  | Murakawa Daisuke 9d        | N+R         |  |  | Ichiriki Ryo     | B+R           |                  |              |                  |                  |  |  |            |            |  |  |        |        |
|  | Shibano Toramaru 9d        |             |  |  | Murakawa Daisuke | B+R           |                  |              |                  |                  |  |  |            |            |  |  |        |        |
|  | Yamada Kimio 9d            |             |  |  | Wu Boyi          |               |                  |              |                  |                  |  |  |            |            |  |  |        |        |
|  | Wu Boyi 5d                 | N+3,5       |  |  |                  |               | Murakawa Daisuke |              |                  |                  |  |  |            |            |  |  |        |        |
|  | Koike Yoshihiro 7d         |             |  |  | Ichiriki Ryo     | B+R           |                  |              |                  |                  |  |  |            |            |  |  |        |        |
|  | Ichiriki Ryo 9d            | N+R         |  |  | Ichiriki Ryo     | N+R           |                  |              |                  |                  |  |  |            |            |  |  |        |        |
|  | Kyo Kagen Judan            | B+1,5       |  |  | Kyo Kagen        |               |                  |              |                  |                  |  |  |            |            |  |  |        |        |
|  | Motoki Katsuya 8d          |             |  |  |                  |               |                  | Ichiriki Ryo |                  |                  |  |  |            |            |  |  |        |        |
|  | Cho Riyu 8d                | B+1,5       |  |  | Ida Atsushi      | B+R           |                  |              |                  |                  |  |  |            |            |  |  |        |        |
|  | Kato Atsushi 9d            |             |  |  | Cho Riyu         |               |                  |              |                  |                  |  |  |            |            |  |  |        |        |
|  | Cho Chikun Meijin onorario |             |  |  | Fujisawa Rina    | B+R           |                  |              |                  |                  |  |  |            |            |  |  |        |        |
|  | Fujisawa Rina 5d           | B+R         |  |  |                  |               | Fujisawa Rina    |              |                  |                  |  |  |            |            |  |  |        |        |
|  | Otake Yu 6d                | N+R         |  |  | Otake Yu         | N+R           |                  |              |                  |                  |  |  |            |            |  |  |        |        |
|  | Yokotsuka Riki 7d          |             |  |  | Otake Yu         | N+R           |                  |              |                  |                  |  |  |            |            |  |  |        |        |
|  | So Yokoku 9d               |             |  |  | Ryu Shikun       |               |                  |              |                  |                  |  |  |            |            |  |  |        |        |
|  | Ryu Shikun 9d              | B+1,5       |  |  |                  |               | Otake Yu         |              |                  |                  |  |  |            |            |  |  |        |        |
|  | Iyama Yuta Kisei           | N+R         |  |  | Ida Atsushi      | N+0,5         |                  |              |                  |                  |  |  |            |            |  |  |        |        |
|  | Yokota Shigeaki 9d         |             |  |  | Iyama Yuta       | N+R           |                  |              |                  |                  |  |  |            |            |  |  |        |        |
|  | Seto Taiki 8d              | N+R         |  |  | Seto Taiki       |               |                  |              |                  |                  |  |  |            |            |  |  |        |        |
|  | Ri Ishu 8d                 |             |  |  |                  |               | Iyama Yuta       |              |                  |                  |  |  |            |            |  |  |        |        |
|  | Yu Zhengqi 8d              |             |  |  | Ida Atsushi      | B+R           |                  |              |                  |                  |  |  |            |            |  |  |        |        |
|  | Cho U 9d                   | N+R         |  |  | Cho U            |               |                  |              |                  |                  |  |  |            |            |  |  |        |        |
|  | Ida Atsushi 8d             | N+R         |  |  | Ida Atsushi      | N+R           |                  |              |                  |                  |  |  |            |            |  |  |        |        |
|  | Tsuruyama Atsushi 8d       |             |  |  |                  |               |                  |              |                  |                  |  |  |            |            |  |  |        |        |

## Finale
La finale è una sfida al meglio delle cinque partite, e si disputerà tra il campione in carica Ichiriki Ryo Tengen e il vincitore del torneo per lo sfidante.
| Giocatore                      | 1 10 ottobre Ise Mie | 2 18 ottobre Sapporo Hokkaido | 3 14 novembre Kurume Fukuoka | 4 1 dicembre Sumoto Hyōgo | 5 15 dicembre Tokushima | T |
| ------------------------------ | -------------------- | ----------------------------- | ---------------------------- | ------------------------- | ----------------------- | - |
| Seki Kotaro Tengen (detentore) | N+R                  |                               |                              | B+R                       | N+0,5                   | 3 |
| Ida Atsushi 9d (sfidante)      |                      | N+1,5                         | B+R                          |                           |                         | 2 |